# Файтельберг-Бланк Віктор Рафаїлович
Ві́ктор Рафаї́лович Файтельбе́рг-Бланк (1934, Одеса — 6 березня 2011, Одеса) — письменник, журналіст, громадський діяч. Академік, доктор медичних наук, професор.

## Біографічні відомості
Народився в Одесі у 1934 році. Закінчив Одеський медичний інститут. Має родинні корені у родині Ульянових—Бланків. 
|  | Уже тисячу разів розповідав, що є далеким родичем Леніна по жіночій лінії. Моя бабуся родом з Петербурга. Розалія Яківна Бланк була троюрідною сестрою матері Володимира Ульянова. Приїхала до Одеси у 1870-х роках разом з земськими лікарями. Маю підтвердження цього. Приблизно у 1947 році мою бабусю розшукав секретар ЦК КПРС Поспєлов і забрав зі собою до Москви. Там вона пробула приблизно три тижні і увесь цей час писала все, що знала і пам'ятала про Леніна. Ці листи зберігаються у музеї історії Володимира Ілліча Леніна у Москві. |

У 28 років захистив докторську дисертацію, у 30 став професором. Завідував кафедрою патології Цілиноградського медінституту, вів велику клінічну роботу в галузі урології і сексопатології. 
|  | Батько, академік, був знаним вченим у галузі медицини, входив до десятки найкращих учнів Івана Павлова… Про іншу професію у нашій родині навіть не йшлося. От я і вступив у медичний інститут. На мене чекала наукова кар'єра. Став кандидатом наук, доцентом, і у 28 років захистив докторську дисертацію. Був наймолодшим доктором медичних наук у колишньому СРСР. |

1992 року йому присвоєне звання «Почесний громадянин Росії».
Член союзу журналістів України.

## У літературі
У 1998 році було видано його автобіографічну книгу «Записки сексопатолога», пізніше — десятитомник «Бандитська Одеса», що вийшов у Москві та Одесі. Автор дев'яти книг про історію Одеси різних періодів. За матеріалами книг поставлено кіносеріал «Легенди бандитської Одеси». Його показують на українських каналах — НТН, СТБ та «Інтері». Німецька і російська телекомпанії створили ряд своїх фільмів за мотивами «Бандитської Одеси».